# 足利輝若丸
足利 輝若丸（あしかが てるわかまる）は、戦国時代の人物。室町幕府の第13代将軍・足利義輝の嫡男。名は、菊若丸（きくわかまる）とも伝わる。
公的な記録がある義輝唯一の男子である（他に女子が3名伝わる）。

## 生涯
永禄5年（1562年）4月11日、将軍・足利義輝の嫡子として誕生した。生母は小侍従局ではないかと考えられているが、詳細は不明。
この年、六角義賢の京都侵攻によって、3月6日に義輝が石清水八幡宮に退避しており、輝若丸の誕生はそうした中での出来事であった。
5月20日、三好勢が教興寺の戦いに勝利し、6月22日に義輝も京都に帰還した。だが、こうした不安定な状況が影響したのか、7月13日に輝若丸は生誕から3ヶ月ほどで夭折した。